# Carroll Quigley
Carroll Quigley ( /ˈkwɪgli/; 9 de noviembre de 1910 – 3 de enero de 1977) fue un historiador estadounidense y teórico de la evolución de las civilizaciones. Es recordado por su labor docente como profesor en la Universidad de Georgetown y por sus escritos sobre las conspiraciones globales, en los que sostenía que una élite bancaria anglo-americana ha colaborado durante siglos para difundir determinados valores a nivel mundial.

## Vida y carrera
Nacido en Boston, Quigley asistió a la Universidad de Harvard, donde estudió historia y obtuvo una licenciatura, una maestría y un doctorado. Enseñó en la Universidad de Princeton, y luego en Harvard, y luego de 1941 a 1976 en la Escuela de Servicio Exterior en la Universidad de Georgetown.
Desde 1941 hasta 1972, impartió un curso de dos semestres en Georgetown sobre el desarrollo de civilizaciones. De acuerdo con su obituario en  The Washington Star, muchos exalumnos de la Escuela de Servicio Exterior de Georgetown afirmaron que este era "el curso más influyente en su carreras ".
Además de su trabajo académico, Quigley se desempeñó como consultor del Departamento de Defensa de los Estados Unidos, la marina, del instituto Smithsonian, y la  Cámara para  Seleccionar Comité de Astronáutica y Exploración Espacial en la década de 1950. También fue crítico de libros del "The Washington Star", y colaborador y miembro del consejo editorial de "Current History".: 94 
Quigley se retiró de Georgetown en junio de 1976 después de ser honrado por el cuerpo estudiantil con su Premio de la Facultad por cuarto año consecutivo. Murió al año siguiente en el Georgetown University Hospital después de un ataque cardíaco.

### Principales conclusiones

#### Diversidad inclusiva
El trabajo de Quigley enfatizó la diversidad inclusiva como un valor central de la  civilización occidental, Contrastándola con el dualismo de Platón. Concluyó el libro Tragedia y esperanza con la esperanza de que Occidente pudiera "reanudar su desarrollo a lo largo de sus viejos patrones de diversidad inclusiva". De su estudio de la historia, "está claro que Occidente cree en la diversidad más que en la uniformidad, en el pluralismo más que en el monismo o dualismo, en la inclusión más que en la exclusión, en la libertad más que en la autoridad, en la verdad más que en el poder, en la conversión más que en la aniquilación, en el individuo más que en la organización, en la reconciliación más que en el triunfo, en la heterogeneidad más que en la homogeneidad, en los relativismos más que en los absolutos, y en las aproximaciones más que en las respuestas finales ".
Quigley afirma que cualquier intolerancia o rigidez en las prácticas religiosas de Occidente son aberraciones de su naturaleza de inclusión y diversidad. Quigley apunta a la tolerancia y flexibilidad en la creencia de Tomás de Aquino de que la verdad teológica se revela con el tiempo a través del diálogo dentro de la comunidad cristiana, lo que permite a la comunidad adaptarse a un mundo cambiante.

#### Institucionalización y caída de civilizaciones
Habiendo estudiado el ascenso y la caída de las civilizaciones, "Quigley encontró la explicación de la desintegración en la transformación gradual de los 'instrumentos' sociales en 'instituciones', es decir, la transformación de los arreglos sociales que funcionan para satisfacer las necesidades sociales reales en instituciones que sirven a sus propios fines independientemente de las necesidades sociales reales ".

#### Armas y democracia
A partir de un estudio histórico de las armas y la dinámica política, Quigley concluye que las características de las armas son el principal predictor de la democracia. La democracia tiende a surgir solo cuando las mejores armas disponibles son fáciles de comprar y usar para las personas. Esto explica por qué la democracia ocurre tan raramente en la historia de la humanidad.
En la década de 1800 (alcanzando su punto máximo en la década de 1880), las pistolas eran la mejor arma disponible. En Estados Unidos, casi todo el mundo podía permitirse comprar un arma y aprender a usarla con bastante facilidad. Los gobiernos no podían hacerlo superar eso: se convirtió en la era de los ejércitos masivos de ciudadanos, soldados con armas de fuego en cada hogar (Similarly, Periclean Greece was an age of the citizen soldier and of democracy).
En la década de 1900, se dispuso de armas costosas y especializadas (como tanques y bombarderos), y los soldados-ciudadanos fueron dominados por los militares profesionales. Quigley señala que la masacre de la Primera Guerra Mundial (1914-1918) se debió al desajuste entre los ejércitos tradicionales (soldados ciudadanos) y las armas disponibles (ametralladoras).

### Estilo
El estilo de escritura de Quigley es denso, influenciado por un ex profesor de historia suyo:
"Mientras estudiaba, Goethe fue cubierto en quince minutos, Schiller en diez, Fichte en cinco ... cubrió cualquier tema simplemente dividiéndolo en un pequeño número de partes y dando un nombre a cada parte. El complejo carácter y los logros de Goethe, por ejemplo, se dividieron en seis partes, a cada una se le dio un título y, para siempre, todo Goethe podría evocarse simplemente recitando seis palabras ... Me gustaría dejar atrás incluso a mi ex profesor dividiendo esta mayor complejidad[Classical culture]en sólo cinco partes ".
El estilo analítico de Quigley es científico, derivado de su formación anterior en física.

En este libro nos ocupamos de las ciencias sociales ... y particularmente del esfuerzo por aplicar un método científico de observación, formulación de hipótesis y prueba a tales fenómenos. El enorme tamaño de este campo ha hecho aconsejable reducir nuestra atención al proceso de cambio social, especialmente en las civilizaciones.

## Influencia en Bill Clinton
En su primer año (1965) en la Escuela de Servicio Exterior en  Georgetown, el futuro presidente de los Estados Unidos Bill Clinton tomó el curso de Quigley y recibió una 'B' como calificación final en ambos semestres (una calificación excelente en un curso en el que casi la mitad de los estudiantes recibieron una D o menos).: 94, 96 
En 1991, Clinton nombró a Quigley como una influencia importante en sus aspiraciones y filosofía política, cuando Clinton lanzó su campaña presidencial en un discurso en Georgetown.: 96   Mencionó a Quigley nuevamente durante su discurso de aceptación a la Convención Nacional Demócrata de 1992, como sigue:
Cuando era adolescente, escuché el llamado a la ciudadanía de John Kennedy. Y luego, como estudiante en Georgetown, escuché esa llamada aclarada por un profesor llamado Carroll Quigley, quien nos dijo que Estados Unidos era la nación más grande de la historia porque nuestra gente siempre había creído en dos cosas: que mañana puede ser mejor que hoy y que cada uno de nosotros tiene la responsabilidad moral personal de hacerlo así.

## Quigley y el grupo de la Mesa Redonda
Un rasgo distintivo de los escritos históricos de Quigley es su afirmación de que el Movimiento de la Mesa Redonda ( | fundado en 1909, era una asociación de organizaciones que promovían una unión más estrecha entre Gran Bretaña y sus colonias autónomas.) jugó un papel importante en la historia mundial reciente. Su escritura sobre este tema ha hecho famoso a Quigley entre muchos que investigan  teorías de la conspiración.: 96, 98 

### Las afirmaciones de Quigley sobre el Grupo Milner
En su libro  The Anglo-American Establishment: From Rhodes to Cliveden  (escrito en 1949 y publicado póstumamente en 1981), Quigley pretende rastrear la historia de una sociedad secreta. Se centra en el grupo de la Mesa Redonda fundado en 1891 por Cecil Rhodes y Alfred Milner, 1.er Vizconde Milner (Alfred Milner). Quigley sostiene que "La organización fue tan modificada y tan ampliada por Milner después del eclipse de Stead en 1899, y especialmente después de la muerte de Rhodes en 1902, que adquirió una organización y un carácter bastante diferentes, aunque continuó persiguiendo lo mismo"  Quigley admiraba mucho al Imperio Británico y lamentó que la sociedad secreta no tuviera mucho éxito. Robert Rotberg afirma:
Pero Quigley no se opuso a lo que Rhodes y Milner supuestamente habían intentado lograr. De hecho, Quigley escribió más con remordimiento por lo que había fracasado que en antagonismo con lo que él creía que eran sus esfuerzos mutuos para extender el Imperio Británico ".
La sociedad consistía en un círculo interno ("La Sociedad de los Electos") y un círculo externo ("La Asociación de Ayudantes", también conocida como El Jardín de Infantes Milner y el  Grupo de Mesa Redonda).  La sociedad en su conjunto no tiene un nombre fijo:
 Esta sociedad ha sido conocida en varias ocasiones como  Jardín de infancia de Milner, como el Grupo de mesa redonda, como la "multitud de Rhodes", como el grupo de  The Times , como la  All Souls grupo, y como  el conjunto de Cliveden... He elegido llamarlo  el grupo Milner. Aquellas personas que han usado los otros términos, o los han escuchado, generalmente no han sido conscientes de que todos estos términos se referían al mismo Grupo... este Grupo es, como mostraré, uno de los hechos históricos más importantes del siglo veinte.: ix 
Quigley asigna a este grupo crédito principal o exclusivo por varios eventos históricos: la Incursión de Jameson, la Segunda Guerra de los Bóeres, la fundación de la Unión de Sudáfrica, el reemplazo del imperio británico con la Commonwealth, y varias decisiones de política exterior de Gran Bretaña en el siglo XX.: 5 
En 1966, Quigley publicó un volumen de historia del siglo XX, titulado "Tragedia y esperanza". En varios puntos de este libro, se analiza la historia del grupo Milner. Además, Quigley afirma que recientemente ha estado en contacto directo con esta organización, cuya naturaleza contrasta con las afirmaciones de la "derecha" de una conspiración comunista:
Este cuento de hadas de la derecha radical, que ahora es un mito popular aceptado en muchos grupos en Estados Unidos, describió la historia reciente de los Estados Unidos, en lo que respecta a la reforma interna y en los asuntos exteriores, como un complot bien organizado por elementos de extrema izquierda. ... Este mito, como todas las fábulas, tiene de hecho un mínimo de verdad. Existe, y ha existido durante una generación, una red internacional anglófila que opera, hasta cierto punto, en la forma en que la derecha radical cree que actúan los comunistas. De hecho, esta red, que podemos identificar como los Grupos de Mesa Redonda, no tiene aversión a cooperar con los comunistas, o cualquier otro grupo, y lo hace con frecuencia. Sé del funcionamiento de esta red porque la he estudiado durante veinte años y se me permitió durante dos años, a principios de la década de 1960, examinar sus papeles y registros secretos. No le tengo aversión ni, a la mayoría de sus objetivos y, durante gran parte de mi vida, he estado cerca de éllos y de muchos de sus instrumentos. Me he opuesto, tanto en el pasado como recientemente, a algunas de sus políticas... pero, en general, mi principal diferencia de opinión es que desea permanecer desconocida, y creo que su papel en la historia es lo suficientemente importante como para ser conocido.: 949–950 
Según Quigley, los líderes de este grupo fueron Cecil Rhodes y  Alfred Milner desde 1891 hasta la muerte de Rhodes en 1902, Milner solo hasta su propia muerte en 1925,  Lionel Curtis de 1925 a 1955,  Robert H. (Baron) Brand de 1955 a 1963, y Adam D. Marris de 1963 hasta el momento Quigley escribió su libro. Esta organización también funcionó a través de ciertos "grupos de fachada" débilmente afiliados, incluyendo el  Instituto Real de Asuntos Internacionales, el Instituto de Relaciones del Pacífico y el Consejo de Relaciones Exteriores.: 132, 950–952 
Además, otras sociedades secretas se discuten brevemente en "Tragedia y Esperanza", incluido un consorcio de los líderes de los bancos centrales de varios países, que formaron el Banco de Pagos Internacionales.: 323–324   El historiador Robert Rotberg informa que, "Desafortunadamente" Tragedia y esperanza "carece del aparato académico habitual. No cita nada".

### Citas de Quigley en exposiciones de supuestas conspiraciones
Poco después de su publicación, "Tragedy and Hope" llamó la atención de los autores interesados en las conspiraciones. Procedieron a publicitar las afirmaciones de Quigley, difundiéndolas a una audiencia mucho más amplia que sus lectores originales.: 96, 98 
Esto comenzó en 1970, cuando W. Cleon Skousen exagente del FBI, escritor de "El comunista desnudo" publicó El capitalista al desnudo: una revisión y comentario sobre el libro del Dr. Carroll Quigley "Tragedia y esperanza" . El primer tercio de este libro consta de extensos extractos de "Tragedy and Hope", intercalados con comentarios de Skousen. Skousen cita la descripción de Quigley de las actividades de varios grupos, el Grupo Milner, un cartel de Finanzas internacionales, el Partido Comunista internacional, el Instituto de Relaciones del Pacífico, y el Consejo de Relaciones Exteriores. Según la interpretación de Skousen del libro de Quigley, cada uno de ellos es una faceta de una gran conspiración. Al año siguiente, G. Edward Griffin lanzó el documental  The Capitalist Conspiracy: An Inside View of International Banking , dando crédito al libro de Skousen: "Deseamos reconocer que esta película fue inspirada en el libro de Cleon Skousen," The Naked Capitalist ", que creemos es uno de los documentos más importantes de la década ". Quigley respondió directamente a Skousen en una revisión que decía que Skousen "tiene ecos del programa nazi original de 25 puntos".
En 1971, Gary Allen, un portavoz de la Sociedad John Birch, publicó "Ninguno se atreve a llamarlo conspiración", que se convirtió en un bestseller. Allen citó "Tragedy and Hope" de Quigley como una fuente autorizada sobre conspiraciones a lo largo de su libro. Al igual que Skousen, Allen entendió que las diversas conspiraciones en el libro de Quigley eran ramas de una gran conspiración, y también las conectó con el  Bilderbergers y con Richard Nixon.  La Sociedad John Birch sigue citando a Quigley como fuente principal de su visión de la historia.
Quigley desdeñó a los autores que utilizaron sus escritos para apoyar las teorías de una conspiración de dominación mundial. De "El capitalista desnudo" de W. Cleon Skousen, afirmó:
El libro de Skousen está lleno de tergiversaciones y errores fácticos. Afirma que he escrito sobre una conspiración de los superricos que son pro comunistas y desean apoderarse del mundo y que soy miembro de este grupo. Pero nunca lo llamé una conspiración y no lo considero como tal. No soy un "conocedor" de estas personas ricas, aunque Skousen cree que sí. Conozco algunos de ellos y me agradaron, aunque no estaba de acuerdo con algunas de las cosas que hacían antes de 1940.
Sobre "None Dare Call It Conspiracy" de Gary Allen dijo:
Pensaban que el Dr. Carroll Quigley lo probaba todo. Por ejemplo, constantemente me citan erróneamente en este sentido: que Lord Milner (el fideicomisario dominante del Cecil Rhodes Trust y un importante miembro del Round Table Group) ayudó a financiar a los bolcheviques. He revisado la mayor parte de los documentos privados de Milner y no he encontrado pruebas que lo respalden.

Además, "Ninguno se atreve a llamarlo conspiración" insiste en que los banqueros internacionales eran un solo bloque, eran todopoderosos y lo siguen siendo hoy. Yo, por el contrario, afirmé en mi libro que estaban muy divididos, a menudo luchaban entre ellos, tenían gran influencia pero no control de la vida política y que su poder se redujo drásticamente alrededor de 1931-1940, cuando se volvieron menos influyentes que la industria monopolizada.

### Crítica
F. William Engdahl, en una descripción general del imperialismo financiero titulada  Los dioses del dinero , criticó a Quigley por afirmar que el poder de los banqueros internacionales disminuyó en la década de 1930, y en lo que respecta a la influencia de los banqueros internacionales en Estados Unidos, sugirió que Quigley estaba confundiendo "finanzas internacionales" con los intereses de Morgan. Sugirió, como  Sutton, que los documentos de Quigley habían sido examinados. Engdahl argumentó que no fue el caso de que el poder de las "finanzas internacionales" decayera, sino que los intereses de Morgan cayeron y fueron reemplazados por los intereses de Rockefeller.
Quigley afirmó que las intenciones y objetivos del grupo que describió, asociado con Wall Street el City of London y Cecil Rhodes 'superimperialismo, eran "en gran medida encomiables". Los miembros del grupo, en declaraciones recogidas por el  New York Times  en 1902, proclamaron que formaron su sociedad con el propósito de "absorber gradualmente la riqueza del mundo".
Quigley argumentó que los grupos de la Mesa Redonda no eran defensores del Gobierno Mundial sino superimperialistas. Dijo que enfáticamente no querían que la Liga de Naciones se convirtiera en un Gobierno Mundial. Sin embargo,  Lionel Curtis, quien, según Quigley, era uno de los líderes del movimiento de la Mesa Redonda, deseaba que fuera un gobierno mundial con dientes, escribiendo artículos con H. G. Wells instando a esto.

### Books written by Quigley
- The Evolution of Civilizations: An Introduction to Historical Analysis (1st edición). New York: Macmillan Publishing Company. 1961. Hardcover. 281 pages.
  - La Evolucion de las Civilizaciones. Mexico City: Hermes. 1963.
  - A Evolucao das Civilazacoes (en portugués). Rio de Janeiro: Editora Fundo de Cultura. 1963.
  - The Evolution of Civilizations: An Introduction to Historical Analysis (2nd edición). Indianapolis: Liberty Fund. August 1979.
    - ISBN 978-0-913966-56-3 (Hardcover) 444 pages.
    - ISBN 978-0-913966-57-0 (Paperback) 444 pages.

  - The Evolution of Civilizations: An Introduction to Historical Analysis. Mountain View, CA: Ishi Press. December 2014. ISBN 9784871873499. Paperback. 442 pages.

- Tragedy and Hope: A History of the World in Our Time (1st edición). New York: Macmillan Publishing Company. 1966. ISBN 978-0026001304. 1,348 pages. Full text.
  - Tragedy and Hope: A History of the World in Our Time. Rancho Palos Verdes, CA: GSG & Associates. 1975. ISBN 0-913022-14-4. ISBN 0-945001-10-X
  - The World Since 1939: A History (1st edición). New York: Collier Books. 1968. 676 pages. — A reprint of the second half of Tragedy and Hope.

- The Anglo-American Establishment: From Rhodes to Cliveden (1st edición). New York: Books in Focus. 1981. ISBN 0-916728-50-1.
  - The Anglo-American Establishment: From Rhodes to Cliveden (eBook edición). New York: Books in Focus. 1981. ISBN 978-0-916728-50-2.
  - The Anglo-American Establishment: From Rhodes to Cliveden. Rancho Palos Verdes, CA: GSG & Associates. 1981. ISBN 0-945001-01-0.
  - Histoire secrète de l'oligarchie anglo-américaine (en francés). Paris: Le Retour aux sources. 2015.
- Weapons Systems and Political Stability: A History. Washington, DC: University Press of America. 1983. pp. 1064 pages. ISBN 978-0-8191-2947-5.

### Collected Works
- Quigley, Carroll; Lucchese, Adriano (August 2015), Carroll Quigley: Life, Lectures and Collected Writings, New York, NY: Discovery Publisher, ISBN 978-1516922741.

### Articles about Quigley
- «Obituary». The Washington Star. 6 de enero de 1977. p. B-4.
- McLemee, Scott (December 1996). «The Quigley Cult». George 1 (10): 94-98.
- Ellison, Matt (16 de diciembre de 2016). «How Carroll Quigley Came to Georgetown». sfs.georgetown.edu. Georgetown University Walsh School of Foreign Service. Archivado desde el original el 2 de marzo de 2018. Consultado el 17 de noviembre de 2020.
- Rotberg, Robert I. "Did Cecil Rhodes Really Try to Control the World?." The Journal of Imperial and Commonwealth History 42.3 (2014): 551-567. Rotberg states, "Quigley nowhere proves anything. He hints, he implies, he supposes and he presumes." (p.554).